# NGC 7754A
NGC 7754A في الفهرس العام الجديد، هي مجرة، تقع في كوكبة الدلو. اكتشفت بواسطة فرانسيس بريسيرفد ليفنوورث.

## روابط خارجية
- NGC 7754A على موقع ويكي سكاي: DSS2, SDSS, GALEX, IRAS, Hydrogen α, X-Ray, Astrophoto, Sky Map, Articles and images